# Caroline Beaune
Pour les articles homonymes, voir Bosne et Beaune (homonymie).
Caroline Beaune, née le 9 mai 1959 à Puteaux, (Hauts-de-Seine), et morte le 24 juillet 2014 à Créteil, (Val-de-Marne), est une actrice française.
Femme du comédien Jean-Michel Meunier, elle est la fille de la comédienne Mireille Calvo-Platero et du comédien Michel Beaune, ainsi que la filleule de Jean-Paul Belmondo,.

## Biographie

### Jeunesse & débuts
Caroline Madeleine Odette Bosne née le 9 mai 1959 à Puteaux, (Hauts-de-Seine).

### Carrière
Fille de comédiens, Caroline Beaune suit la même voie. À l'âge de seize ans, elle apparaît pour la première fois au cinéma dans À nous les petites Anglaises de Michel Lang (1976). Suivront, plus tard, des téléfilms, séries télévisées et longs métrages.
À partir du début des années 1990, elle s'initie aux techniques du doublage par le biais du dessin animé, entre autres la série animée Les Muppet Babies. Elle doublera ensuite Gillian Anderson dans le rôle de Dana Scully pour la série X-Files : Aux frontières du réel (1993-2002), et Felicity Huffman dans le rôle de Lynette Scavo pour Desperate Housewives (2004-2012), ce qui permettra à sa voix de devenir familière du grand public français.
Au théâtre, Caroline Beaune a entre autres joué les pièces de Shakespeare, Marivaux, Molière, Alfred de Musset, Georges Feydeau, Lars Nören, Denise Bonal, etc.

### Mort
Elle meurt à l'hôpital Henri Mondor de Créteil, (Val-de-Marne), à l'âge de 55 ans le 24 juillet 2014 (jour anniversaire de la mort de son père, l'acteur Michel Beaune, mort vingt-quatre ans auparavant) des suites d’un accident thérapeutique consécutif au traitement d'une maladie auto-immune. Elle est crématisée au Père-Lachaise.
Un hommage lui est rendu lors de la diffusion du premier épisode de la saison 2 de The Fall le 13 février 2015 sur 13e rue et du premier épisode de la saison 10 de X-Files le 25 février 2016 sur M6.

## Théâtre
- 1979 : Danton et Robespierre d'Alain Decaux, Stellio Lorenzi et Georges Soria, mise en scène Robert Hossein, Palais des congrès de Paris
- 1980 : Les Fourberies de Scapin de Molière, mise en scène Philippe Chosson, Théâtre des Bouffes-Parisiens[6]
- 1980 : Le Malade imaginaire de Molère, mise en scène Jean-Claude Robbe puis François Devienne, Théâtre de la Porte-Saint-Martin[6]
- 1981 : L'Avare de Molière, mise en scène Jean-Pierre André, Théâtre du Triangle
- 1981 : Le Prince travesti de Marivaux, mise en scène Sarah Sanders, Théatre de la Plaine[6]
- 1981 : Dom Juan de Molière, mise en scène Jean-Claude Robbe, Théâtre de la Porte-Saint-Martin[6]
- 1986 : Les Deux Gentilshommes de Vérone de Shakespeare mise en scène Robin Renucci, Festival de Valréas.
- 1998 : Au bord du lit de Maupassant, Auditorium Saint Germain des Prés.
- 2001 : Le temps est notre demeure de Lars Norén, Théâtre de l'Épée de Bois
- 2003 : Le Triomphe de l'amour de Marivaux, mise en scène Hervé Van Der Meulen, Versailles, Asnières.
- 2004 : Crispin, rival de son maître de Lesage, mise en scène Patrick Parroux, Festival de Bourgogne.
- 2005 : Occupe-toi d'Amélie de Georges Feydeau, mise en scène Jean-Louis Martin-Barbaz, Studio-Théâtre d'Asnières.
- 2006 : Nous ne disons adieu à rien de Marmoud Darwich, mise en scène Jean-Michel Meunier, Théâtre d'Aubervilliers La Commune.
- 2010 : Les Acteurs de bonne foi de Marivaux, mise en scène Jean-Louis Martin-Barbaz, Studio-Théâtre d'Asnières.
- 2011 : Lorenzaccio d'Alfred de Musset, mise en scène Jean-Louis Martin-Barbaz, Studio-Théâtre d'Asnières, Château de Cormatin.
- 2012 : Les tortues viennent toutes seules de Denise Bonal, mise en scène Jean-Louis Martin-Barbaz, Studio-Théâtre d'Asnières.
- 2013 : Les Acteurs de bonne foi de Marivaux, mise en scène Robert Bouvier, Théâtre de Lausanne.

## Filmographie sélective

### Cinéma
- 1976 : À nous les petites Anglaises de Michel Lang
- 1980 : Les Conquérants de l'inutile de Jean-Luc Ruby
- 1982 : La folie a des yeux de Dominique Goult
- 1983 : Le Diable au cœur de Laurent Louchet
- 1984 : Une fille à aimer (Just the Way You Are) d'Édouard Molinaro
- 1990 : Oise de Pierre Willemin
- 1991 : Tchin-Tchin de Gene Saks

### Télévision
- 1983 : La Veuve rouge d'Édouard Molinaro (téléfilm)
- 1983 : Les Amours romantiques (épisode La Duchesse de Langeais) (série télévisée)
- 1988 : Les Ouchas de Dominique Tabuteau
- 1989 : Les Dossiers secrets de l'inspecteur Lavardin - téléfilm : Maux croisés de Claude Chabrol : Evelyne
- 1991 : Cas de divorce (épisode Joffrin contre Joffrin d'Anne Joffrin)
- 1991 : Voir clair de Dominique Masson
- 1991 : Un drame de Stéphane Bertin
- 1992 : La Criminelle de Pierre Goutas
- 1992 : Les Grandes Familles d'Édouard Molinaro
- 1993 : La Tête en l'air de Marlène Bertin
- 1993 : Enquêtes de Janos Metzaros (série télévisée)
- 1993 : La Bague au doigt d'Agnès Delarive
- 1994 : Le Fantôme de l'Opéra (The Phantom of the Opera) de Tony Richardson
- 2000 : Maria Vaureuil de Philippe Pilard
- 2001 : L'Instit (L'Ange des vignes d'Antoine Lorenzi)
- 2003 : Une femme d'honneur (Mort programmée de David Delrieu)

## Doublage

### Cinéma

#### Films
- Gillian Anderson dans :
  - The X Files, le film : Dana Scully
  - La Carte du cœur : Meredith
  - Chez les heureux du monde : Lily Bart
  - Le Dernier Roi d'Écosse : Sarah Merrit
  - Traque sanglante : Alice Comfort
  - X-Files : Régénération : Dana Scully
  - Un Anglais à New York : Eleanor Johnson
  - Johnny English le Retour : agent Pamela Thornton
- Joan Cusack dans :
  - Héros malgré lui : Evelyn Laplante
  - Les Valeurs de la famille Addams : Debbie Jellinsky
  - Broadway, 39e rue : Hazel Huffman
- Diane Lane dans :
  - Hardball : Elizabeth Wilkes
  - Intraçable : Jennifer Marsh
- Bonnie Hunt dans :
  - Treize à la douzaine : Kate Baker
  - Treize à la douzaine 2 : Kate Baker
- 1949[7] : Les Désemparés : Lucia Harper (Joan Bennett)
- 1991 : Rambling Rose : Rose (Laura Dern)
- 1996 : James et la Pêche géante : la mère de James (Susan Turner-Cray)
- 1997 : Les Ailes de l'enfer : Ginny (Angela Featherstone)
- 1998 : Ennemi d'État : Emily Reynolds (Anna Gunn)
- 2002 : Bad Company : officier Swanson (Brooke Smith)
- 2003 : Traqué : Irene Kravitz (Leslie Stefanson)
- 2004 : Sexcrimes 2 : Brittney Havers (Susan Ward)
- 2005 : Domino : animatrice « Weakest Link » (Ann Robinson)
- 2007 : Mère-fille, mode d'emploi : Lilly (Felicity Huffman)
- 2007 : Zodiac : Catherine Allen (Jules Bruff)
- 2009 : L'Éclair noir : la mère de Dimitri (Elena Valyushkina)
- 2010 : Conviction : Nancy Taylor (Melissa Leo)
- 2011 : Minuit à Paris : Helen, la mère d'Inez (Mimi Kennedy)

### Télévision

#### Téléfilms
- 1995 : Le Retour des envahisseurs : Amanda Thayer (Delane Matthews)
- Comme une ombre dans la nuit : Victoria « Tory » Bodeen (Claire Forlani)
- Le Pacte de grossesse : Lorraine Dougan (Nancy Travis)
- Le Choix de Jane : Cassandra (Greta Scacchi)
- L'Homme du Président : Que McCord (Jennifer Tung)
- Miss Détective : La mémoire envolée (Jane Doe: Yes, I Remember It Well) : Cathy Davis (Lea Thompson)
- Vengeance sans fin : Meike Hansen (Ina Weisse)
- La Menteuse : Agatha Casey (Mary-Margaret Humes)
- La Bague de Sophia : Madison Byrne (Rebecca Mader)
- 2010 : Moby Dick : Elizabeth Ahab (Gillian Anderson)
- 2012 : Obsession maladive : Dr Thorne (Lauren Holly)

#### Séries télévisées
- Bebe Neuwirth dans :
  - Frasier (1994-1999) : Dr Lilith Sternin (1re voix)
  - New York, unité spéciale (1999) : Nina Laszlo (saison 1, épisode 3)
  - Enquêtes à la une (2000-2001) : Nikki Masucci
  - Le Justicier de l'ombre (2003) : Faith O'Connor
  - Will et Grace (2004) : Elle-même (saison 6, épisode 19)[8]
  - The Good Wife (2012-2013) : Juge Claudia Friend
  - Blue Bloods (2013) : Kelly Peterson (1re voix, saison 4)

- Gillian Anderson dans :
  - X-Files (1993-2002) : agent Dana Scully (1re voix)
  - The Fall (2013) : DSI Stella Gibson (1re voix)
  - Hannibal (2013-2014) : Dr Bedelia Du Maurier (1re voix)

- Elisa Donovan dans :
  - Beverly Hills 90210 (1995-1996) : Ginger LaMonica
  - Jack and Jill (2000) : Annie

- Stacy Galina dans :
  - Côte Ouest (1990-1993) : Kate Whittaker
  - Providence (2001-2002) : Allison Hoffman

- Susan Ward dans :
  - Sunset Beach : Meg Cummings
  - Esprits Criminels : Julie (saison 4, épisode 20)
  - Monk : Michelle Cullin (saison 5, épisode 1)

- Lucinda Jenney dans :
  - 24 heures chrono (2003) : Helen Singer
  - Urgences (2007) : Allison (saison 13, épisode 22)
  - Monk : Saison 5 épisode 1: la victime

- Mary Page Keller dans :
  - Grimm (2012) : Dr Higgins (saison 2, épisode 8)
  - Scandal (2013) : Susan Osborne (saison 2, épisode 18)

- 1993 : Dingue de toi : Connie (Meagen Fay)
- 1994-1996 : Mariés, deux enfants : Miranda Veracruz de la Jolla Cardinal (Teresa Parente)
- 1994-1996 : TekWar : Centra (Catherine Blythe)
- 1995 : Le Retour des envahisseurs : Amanda Thayer (DeLane Matthews)
- 1995-1999 : Infos FM : Lisa Miller (Maura Tierney)
- 1996-2000 : Brigade des mers : Inspecteur Rachel « Goldie » Goldstein (Catherine McClements)
- 1997 : Star Trek: Voyager : Riley Frazier (Lori Hallier) (saison 3, épisode 17)
- 1998-2002 : V.I.P. : Tasha Dexter (Molly Culver)
- 2000-2002 : Washington Police : Mary Ann Mitchell (Jayne Brook)
- [2000 : New York, unité spéciale : Emily Waterbury (Angie Everhart)
- 2002 : Disparition : Sue (Stacy Grant) (mini-série)
- 2002-2003 : Boomtown : Katrina (Annika Peterson)
- 2002-2003 : Les Anges de la nuit : Barbara Gordon/Batgirl/Oracle (Dina Meyer)
- 2004-2012 : Desperate Housewives : Lynette Scavo (Felicity Huffman)
- 2005 : Into the West : Susannah Wheeler (Rebecca Jenkins)
- 2006 : Ugly Betty : Jackie (Francesca Ferrara) (saison 1, épisode 10)
- 2006 : Fugitifs : Police Spéciale : Marta De Maria (Claudia Gerini)[9]
- 2006-2007 : Justice : Alden Tuller (Rebecca Mader)
- 2006, 2007, 2010 : Les Experts : Manhattan : Peyton Driscoll (Claire Forlani)[10]
- 2007 : Starter Wife : Sharon (Jane Hall)
- 2007 : Deux princesses pour un royaume : Emily (Gwynyth Walsh)
- 2007 : 24 heures chrono : Miriam Henderson (JoBeth Williams) (saison 5, épisode 11)
- 2008 : Raison et Sentiments : Mrs. Dashwood (Janet McTeer) (mini-série)
- 2008 : Moonlight : The Cleaner (Claudia Black)  (saison 1, épisode 16)
- 2009-2010 : H2O : Samantha Roberts (Penni Gray)
- 2010 : Sherlock : Amanda (Olivia Poulet) (Épisode : Le Banquier aveugle)
- 2010 : New York, unité spéciale : Pamela Burton (Joan Cusack) (saison 12, épisode 1)
- 2010-2013 : Treme : Toni Bernette (Melissa Leo)
- 2012 : The Client List : Jolene (Kathleen York)
- 2012 : Grimm : la mère accueillant April (Karen Wennstrom) (saison 2, épisode 7)
- 2012-2013 : Miss Fisher enquête : Dr MacMillan (Tammy Macintosh)
- 2013 : Witches of East End : Joanna Beauchamp (Julia Ormond)
- 2013-2014 : The Americans : Sandra Beeman (Susan Misner)[9] (1re voix)
- 2013-2014 : Almost Human : Capitaine Maldonado (Lili Taylor)

#### Séries d'animation
- Star Wars: The Clone Wars : Mon Mothma
- Superman, l'Ange de Metropolis : Martha Kent
- Kum Kum : Pomme-Pomme
- Isabelle de Paris : Isabelle Rostain
- La Petite Olympe et les Dieux : Artémis
- Southern Cross (série Robotech) : Dana Sterling
- Max et Compagnie (dans quelques films et OAV) : Sabrina et Manuella
- Les Muppet Babies : Scooter
- Tommy et Magalie : Magali
- Starcom : Diana
- Dino-Riders : Serena
- Bécébégé : Laura Tanner
- Les Simpson : épisode Aux frontières du réel : agent Dana Scully
- MASK : Gloria Baker

### Jeux vidéo
- 1998 : The X-Files, le jeu : Dana Scully
- 2012 : Dishonored : Lydia Brooklaine et des courtisanes
- 2012 : Disney Princesses : Mon royaume enchanté : la narratrice
- 2014 : Dragon Age: Inquisition : Enchanteresse Fiona

## Voix off

### Documentaires
- 1996 : Future Fantastic (en), doublage de Gillian Anderson qui présentait l'émission et commentait les documentaires (9 x 24 minutes)
- 1998 : L'Inde des jours et des hommes (12 x 52 minutes, Sangha Productions)

### Matériel Pédagogique
- 2013 : Communication progressive du français : niveau débutant, édition Clé International, doublage de personnages sur plusieurs pistes du CD audio.

## Livre audio
- 2024 : Peter Pan, de J. M. Barrie, lu avec Sophie Arthuys, Magali Barney, Arnaud Bedouët, Étienne Fernagut, Laurence Merchet, Delphine Rich et Didier Rousset, « Écoutez Lire », Gallimard, Paris, 2h57